# إستل ليفيبور
إستل ليفيبور (بالفرنسية: Estelle Lefébure)‏ (11 مايو 1966) ممثلة وعارضة أزياء فرنسية وواحدة من أفضل عارضات الأزياء في الثمانينيات والتسعينيات. تم اكتشاف إستل ليفيبور أوائل الثمانينيات ، بواسطة جورج غاليير وتديره وكالة برستيج موديل في باريس ، فرنسا. انتقل جورج غاليير بعد ذلك إلى مدينة نيويورك لبدء إدارة عارضي أزياء أمريكية ، ليضل وكيل أعمالها من ذلك حتى عام 1991 , اكتسبت شهرتها والاعتراف بها في فرنسا بعد فترة وجيزة من إطلاق حملة ملابس جيس التي أطلقها وين مازر في أوائل الثمانينيات ؛ بعدها ظهرت في عدة أغلفة من مجلة فوغ مع المصور ريتشارد أفيدون ، والعديد من أغلفة مجلة مجلة إل (الأمريكية) مع مارك هيسبار و سيمون جيل بن بيل كينغ. 
يعود الفضل محرر مجلة إيلي الفرنسية أوديل سارون، حيث كان عاملاً فعالاً ومساعد أيضًا في نجاح إستل في مجالها المهني كعارضة أزياء . في عام 1991 ، حولت الوكالات ، وانتقلت من الإدارة الأمريكية النموذجية إلى النخبة ، وانتقلت إلى كاليفورنيا ، والمغنية المتزوجة ديفيد هاليداي. خلال زواجها من ديفيد هالي ، كانت معروفة باسم استل هالي.

## مهنياً
بدأت عروضها للأزياء في سن التاسعة عشر، ظهرت في الإعلانات جيس ، كارتير ، كريستيان ديور ، ريفلون ، لورد آند تايلور ، و سامسونج في عام 1988 ، ظهرت للمرة الأولى في مجلة «سبورت ألستريتد» لملابس السباحة . ظهرت مرة أخرى في أعوام 1989 و 1990 و 1993. وفي عام 1994 ، تم اختيارها كواحدة من «أجمل 50 شخصًا» من قِبل مجلة «بيبول».
في عام 1999 ، كانت واحدة من المرشحين لتصبح النموذج الرسمي للرمز الوطني الفرنسي ماريان لكنها خسرت في النهاية ليتيتيا كاستا.

## روابط خارجية
- إستل ليفيبور على موقع IMDb (الإنجليزية)
- إستل ليفيبور على موقع ألو سيني (الفرنسية)
- إستل ليفيبور على موقع ميوزك برينز (الإنجليزية)
- إستل ليفيبور على موقع أول موفي (الإنجليزية)
- إستل ليفيبور على موقع ديسكوغز (الإنجليزية)
- إستل ليفيبور على موقع قاعدة بيانات الفيلم (الإنجليزية)
- إستل ليفيبور على موقع كينوبويسك (الروسية)
- إستل ليفيبور على موقع دليل عارضات الأزياء (الإنجليزية)